# Parque nacional Turquino
El Parque nacional Turquino (a veces llamado Parque nacional Sierra Maestra) es un área protegida en el país caribeño de Cuba. Se encuentra ubicado en las alturas de la Sierra Maestra, en la provincia de Santiago de Cuba, a 50 km al oeste de Guamá.
El parque fue nombrado así por el Pico Turquino (1975 metros), el que constituye el punto más alto de Cuba. Tiene una superficie total de 229,38 kilómetros cuadrados. Fue establecido el 8 de enero de 1980, con la aprobación de la ley 27/1980. Además del Pico Turquino también contiene el Pico Cuba, el Pico Real y el Pico Suecia, el área protegida se extiende a la costa sur de Cuba en la playa de Marea del Portillo.

## Imágenes

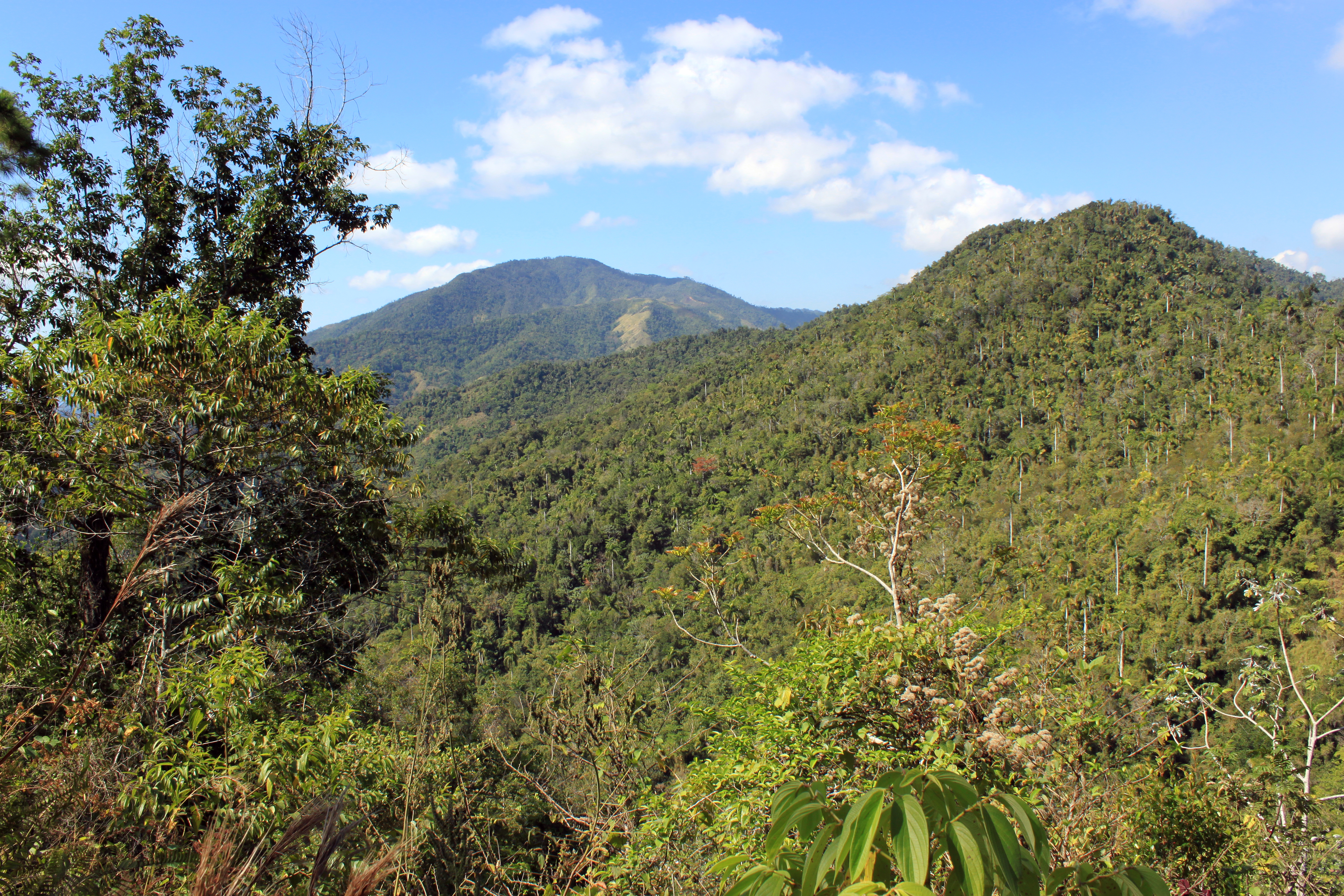
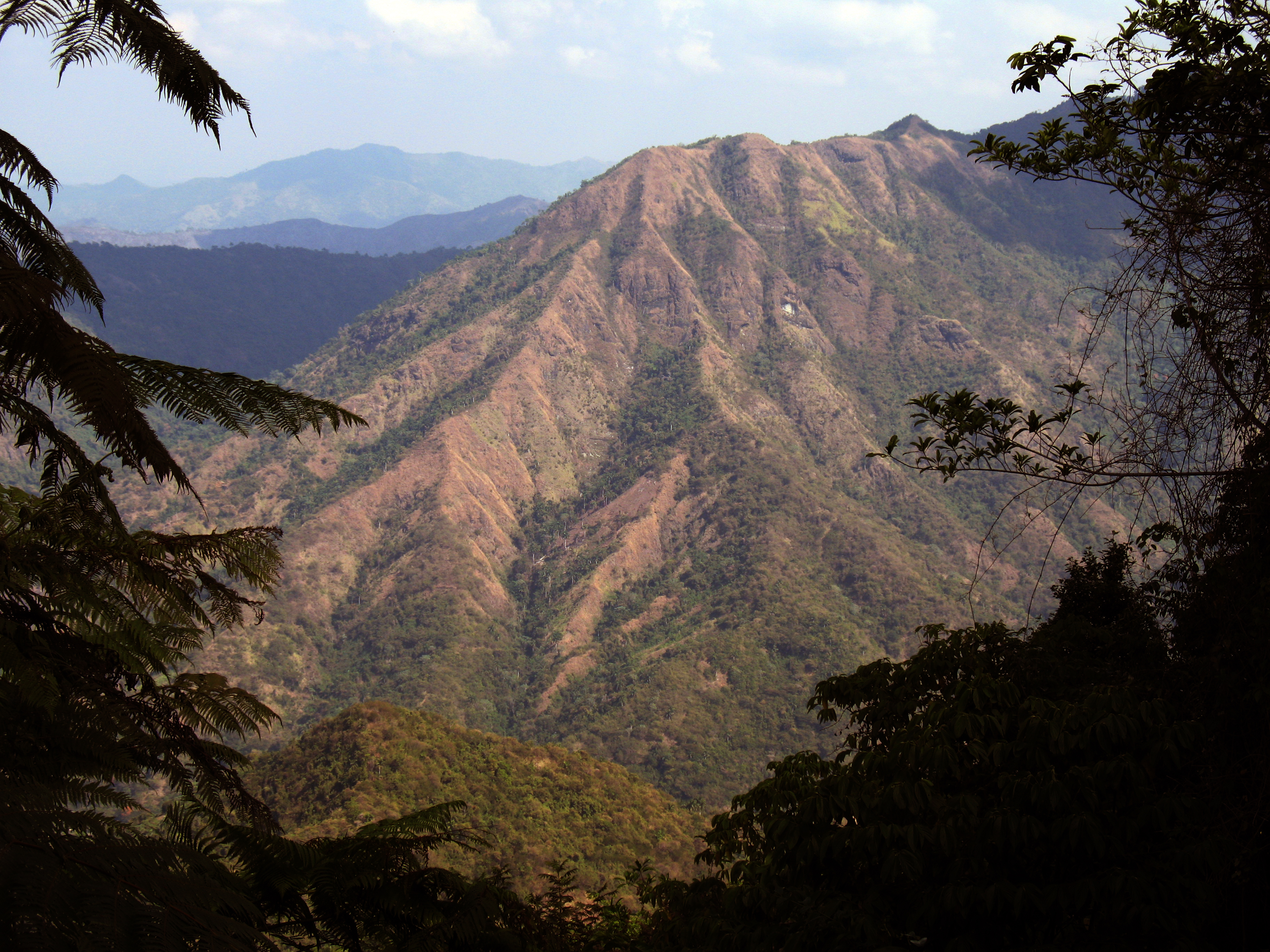